# Lipniki (rejon żółkiewski)
Lipniki (ukr. Липники) – wieś na Ukrainie w rejonie lwowskim (wcześniej w rejonie żółkiewskim) obwodu lwowskiego.

## Historia
Pod koniec XIX w. grupa domów i młyn od północnej strony wsi Nowa Skwarzawa w powiecie żółkiewskim.